# Cephalopholis urodeta
Cephalopholis urodeta is een straalvinnige vissensoort uit de familie van zaag- of zeebaarzen (Serranidae). De wetenschappelijke naam van de soort werd voor het eerst geldig gepubliceerd in 1801 door Forster.
De soort staat op de Rode Lijst van de IUCN als niet bedreigd, beoordelingsjaar 2008.